# Galeopsomyia transcarinata
Galeopsomyia transcarinata är en stekelart som först beskrevs av Charles Joseph Gahan 1919.  Galeopsomyia transcarinata ingår i släktet Galeopsomyia och familjen finglanssteklar. Inga underarter finns listade i Catalogue of Life.